# Gwiazda zmienna nieregularna
Gwiazda zmienna nieregularna – gwiazd zmiennych, wykazująca znaczne zmiany jasności w nieregularnych odstępach czasu.
Wśród tych ciał niebieskich można wyróżnić gwiazdy, których zmiany jasności mają charakter wybuchowy (np. układy kataklizmiczne), oraz wolno pulsujące gwiazdy (do tej grupy należą niektóre olbrzymy i nadolbrzymy).